# طوطی‌گنجشک‌مانان
طوطی‌گنجشک‌مانان (به لاتین: Psittacopasserae) یک آرایه از پرندگان متشکل از گنجشک‌سانان (گنجشک‌سانان، گروه بزرگی از پرندگان شاخه‌نشین هستند) و طوطی‌سانان است. پر اریکسون و همکارانش، در تجزیه و تحلیل DNA ژنومی، دودمانی شامل گنجشک‌سانان، طوطی‌سانان و شاهین‌سانان را آشکار کردند.  این گروه به دنبال هم‌ترازی توالی‌های اینترون هسته‌ای توسط شانون هکت و همکاران پیشنهاد شد. در سال 2008،  به‌طور رسمی در مقاله‌ای در سال 2011 در Nature Communications توسط الکساندر سو و سایر نویسندگانی که با گروه یورگن اشمیتز کار می‌کردند، نامگذاری شد،  که بر اساس تجزیه و تحلیل ژنتیکی درج رتروپوزون‌ها در ژنوم دودمان‌های اصلی پرندگان در سیر تکاملی در دوران مزوزوئیک بود.

## ملاحظات فنی
تجزیه و تحلیل درج‌های رتروپوزون درجه بالاتری از اطمینان را ارائه می‌دهد، زیرا درج رتروپوزون "عملاً بدون هموپلازی " است، چون رتروپوزون‌ها در موقعیت‌های تصادفی در سراسر ژنوم قرار می‌گیرند، در حالی که جهش‌های نقطه‌ای در چرخه DNA فقط میان چهار گزینه ممکن وارد می‌شوند. این باعث می‌شود که احتمال کمتر رخداد تصادفی یا تکامل همگرا برای ایجاد شباهت‌های واهی بین گروه‌های نامرتبط می‌شود. 

## اهمیت در تکامل آواز پرندگان
گنشجک‌سانان به عنوان پرندگان آوازخوان معروف هستند و طوطی‌ها ظرفیت یادگیری آوایی مشترکی با آنها دارند. بنابراین ممکن است که یادگیری آوایی، و تنوع آهنگ مربوطه، در یک اجداد مشترک طوطی‌گنجشکی وجود داشته باشد. 